# Hermann d'Alvensleben
Pour les articles homonymes, voir Alvensleben.
Hermann-Charles-Rodolphe-Gérard d'Alvensleben (né le 10 avril 1809 à Schochwitz et mort le 8 janvier 1887 dans la même ville) est un lieutenant général prussien et propriétaire du manoir de Schochwitz.

## Biographie

### Origine
Hermann est issu de la famille noble basse-allemande des d'Alvensleben. Il est le fils du lieutenant-général prussien Jean-Frédéric-Charles II d'Alvensleben (1778-1831) et de sa femme Karoline, née von Hirschfeld (1783-1849).

### Carrière militaire
Après avoir la maison des cadets de Berlin, il rejoint le régiment des Gardes du Corps de l'armée prussienne le 28 juillet 1827 en tant que Portepeefähnrich. Il dirige la 1re division de cavalerie  du 1er corps de cavalerie de la 1re armée en tant que général de division lors de la guerre contre l'Autriche en 1866. Après la guerre, il est promu lieutenant-général et commandant de la division de cavalerie de la Garde. Le 5 septembre 1867, Alvensleben est d'abord chargé de s'occuper des affaires en tant que directeur de l'Institut d'équitation militaire de Hanovre et est nommé chef le 14 décembre 1867. À l'occasion de la guerre contre la France, fin juillet 1870, il est nommé gouverneur général dans la zone des  1er, 2e, 3e et 10e corps d'armée sous les ordres du général Vogel von Falckenstein. Un mois plus tard, il reçoit l'ordre de se rendre à Brême pour organiser la surveillance de la côte de Dorum à Emden. Alvensleben est relevé de ce commandement à la fin du mois de mars 1871 et est mis à la retraite le 15 avril 1871.
Après son départ il se retire dans son manoir de Schochwitz.
Alvenslebenstrasse à Hanovre porte son nom.

### Famille
Alvensleben se marie le 6 octobre 1836 à Dobritz avec Karoline von Kalitzsch (1814-1878) . Le mariage a dix enfants, dont :
- Busso Friedrich Karl (1840-1870), tué à La Blanchette marié en 1865 avec Jenny Anna Kukein (1848-1868)
- Ludolf (de) (1844-1912), major général marié avec la baronne Antoinette von Ricou (1870-1950)
- Mechtild Elisabeth Agnes (1859-1941) mariée en 1890 avec Alkmar II d'Alvensleben (de) (1841-1898), lieutenant général
- Gertrud Elisabeth Pauline (1852-1946) mariée en 1878 avec Heinrich Bartels (1848-1914), seigneur de Langendorf
- Elsbeth Caroline Eugénie (1856-1945) marié en 1886 avec Alexander von Schwarzenberg-Hohenlandsberg (1842-1918)

## Distinctions
- Grand-croix de l'ordre de Saint-Olaf